# 礼贤城隍庙
礼贤城隍庙位于浙江省衢州市江山市贺村镇礼贤村，已列为浙江省文物保护单位。

## 历史
礼贤村为宋元时期的江山县县治所在。礼贤城隍庙始建于南宋末年，有800多年的历史。清同治十三年（1874年），城隍庙毁于火灾，光绪六年(1880年)重建。

## 建筑
礼贤城隍庙坐东朝西，规模庞大，二进五开间四天井，占地面积600平方米，雕刻精美，三组马头墙。正门设三重檐挑角门楼。

## 活动
礼贤城隍庙会是礼贤当地重要的民俗节日。供奉的城隍爷是唐武德年间的清官严聚武。庙会设在每年的农历五月十五和十月十五，整个仪式持续七天，即从十月十二至十八。

## 保护
2011年1月7日，礼贤城隍庙公布第六批浙江省文物保护单位，编号6-217。
2022年，礼贤城隍庙发现北宋理学大师周颖墓志铭。